# Nuovi Mutanti
Nuovi Mutanti (New Mutants), oltre che il titolo di diverse serie a fumetti, è anche il nome di altrettanti gruppi supereroistici mutanti pubblicati dalla Marvel Comics.

## Prima serie
Grazie al grande successo acquisito attraverso Uncanny X-Men la Marvel Comics decise di dare vita a The New Mutants, uno dei numerosi spin-off generatisi dal franchise degli X-Men. Adolescenti mutanti addestrati nell'uso consapevole dei propri poteri, questi ragazzi rappresentarono la nuova generazione di X-Men che si distingueva dalla precedente per la giovane età, i poteri e le diverse nazionalità. Creato da Chris Claremont (testi) e Bob McLeod (disegni), il gruppo esordì sulle pagine di Marvel Graphic Novel n. 4 (dicembre 1982). Le sue pubblicazioni, in America, terminarono nel 1991 quando l'interò cast confluì nella serie X-Force.

### Biografia del gruppo
Mentre la licantropa-mutaforma Rahne Sinclair fugge alcuni razzisti sugli altipiani della Scozia, cade e perde conoscenza tornando alla sua forma umana. Trovata dalla dottoressa Moira MacTaggert viene portata nel suo laboratorio ed avvisa Charles Xavier. A Rio de Janeiro, in Brasile, il fuoriclasse Roberto Da Costa ha appena segnato un goal quando s'infuria e scatena una rissa con un avversario per i falli che ha commesso e che non gli sono stati fischiati. Nonostante le rimostranze, Keller continua a giocare scorrettamente finché Roberto non manifesta la propria mutazione. Sconvolto e inorridito, lancia un urlo e sviene. Intanto, in un centro minerario dei monti Appalachi nel cuore del Kentucky, il sedicenne Sam Guthrie è al suo primo giorno di lavoro per le Industrie Pierce quando una frana intrappola un suo collega in uno dei tunnel della miniera. Grazie a questo evento, i poteri di Sam si manifestarono e fu in grado di salvare Lewis. Sempre in America, Danielle Moonstar giovane indiana si opponeva alla decisione del nonno Aquila Nera di mandarla alla Scuola Xavier, a causa del suo odio per i bianchi. Una notte, svegliatasi improvvisamente dopo un incubo trovò il cadavere del nonno e subito dopo decise di iscriversi alla scuola meditando vendetta. Nel frattempo fra quelle mura, Moira e Charles si occupano di analizzare i poteri di Xi'An Coy Mahn, mutante vietnamita e potente telepate tenuta sedata. Tuttavia, la ragazza riesce a svegliarsi e tenta di utilizzare il proprio potere per possedere la mente della dottoressa McTaggert, venendo in ultimo fermata da Xavier. Qualche giorno dopo, Xavier avverte che Danielle Moonstar è in pericolo, minacciata dai membri del Club infernale. Attaccata, la ragazza viene soccorsa da Karma e Wolfsbane e ore dopo le tre soccorrono Sunspot, mentre Sam Guthrie si unisce al Club credendo che uno dei suoi esponenti, Donald Pierce, sia animato da buone intenzioni, ignorando invece che si tratti di uno dei nemici di Xavier. Gli uomini di Pierce attaccano i quattro mutanti e a causa della loro inesperienza Cannonball, Xavier e miss Tessa vengono catturati; ma Rhane riesce a seguire l'odore di Xavier e giunge così su un tetto dal cui lucernario vede Xavier e Tessa. Raggiunta da Sunspot, Karma e Moonstar i quattro attaccano i membri del Club infernale liberando Xavier e Tessa. A causa del suo precedente comportamento Sam viene allontanato, ma pochi giorni dopo si presenta alla scuola riconciliandosi con Xavier e gli altri, facendo così nascere la prima formazione dei Nuovi Mutanti.

### Formazione
- Cannonball, alias Samuel Guthrie. Volo tramite propulsione di energia, creazione di un campo di forza invisibile. Timido ragazzo del Kentucky, co-leader dopo l'abbandono di Karma.
- Danielle Moonstar, alias Psyche, Mirage o semplicemente Moonstar. Depotenziata. Telepate proiettiva capace di generare illusioni. Ragazza pellerossa appartenente alla tribù indiana dei Cheyenne, co-leader dopo la morte di Karma.
- Sunspot, alias Roberto da Costa. Assorbimento e reindirizzamento dei raggi solari, volo, superforza e emissione di raffiche concussive. Mutante brasiliano che ha scoperto il proprio potere durante una partita di calcio.
- Wolfsbane, alias Rahne Sinclair. Trasformazione in lupo. Ragazza scozzese e membro più giovane del team.
- Karma, alias Xi'an "Shan" Coy Manh. Possessione mentale. Ragazza vietnamita, è nota per essere stata il primo leader del gruppo oltre che uno dei primi personaggi fumettistici ad aver dichiarato la propria omosessualità.

Dopo l'apparente morte di Karma altri personaggi si aggiunsero al cast, fra cui:
- Cypher, alias Douglas Ramsey. Poliglotta. Deceduto. Timido ragazzo con il potere di comprendere qualsiasi tipo di linguaggio: umano, animale, alieno o meccanico-tecnologico.
- Bird-Brain. Aspetto da rapace, volo. Mutato creato dall'Ani-Matore è entrato a far parte dei Nuovi Mutanti anche se questi non capirono una sola parola del suo linguaggio fino a quando Cypher non s'impegnò per tradurlo.
- Gosamyr. Invisibilità, volo ed empatia. Membro di un'antica razza di alieni, Gosamyr era destinata fin dalla nascita a mutare in un mostruoso essere capace di distruggere pianeti quando avesse raggiunto una certa età.
- Magik, alias Illyana Rasputin. Dischi teletrasportatori, magia. Sorella dell'X-Man russo Colosso avente l'abilità del teletrasporto in altre dimensioni e tempi e vari poteri magici.
- Magma, alias Amara Aquila/Alison Crestmere. Pirocineta. Nativa di Nova Roma, civiltà segreta nel cuore dell'Amazzonia, ha il potere di controllare fenomeni tellurici come magma e lava e di ricoprire il suo corpo di fiamme.
- Shadowcat, alias Kitty Pryde. Intangibilità. Membro più giovane degli X-Men, Kitty provò al professor Xavier il proprio valore e non venne retrocessa nei Nuovi Mutanti come questi minacciava.
- Warlock. Strano extraterrestre tecno-organico proveniente dalla razza dei Technarchy.

A questi si aggiunsero alcuni membri degli X-Terminators:
- Firefist, alias Rusty Collins. Pirocineta. Deceduto. Mutante ricercato dal Governo degli Stati Uniti, membro degli X-Terminators.
- Rictor, alias Julio Richter. Vibrazioni tettoniche. Depotenziato. Giovane messicano capace di generare vibrazioni che potevano anche influenzare la crosta terrestre.
- Skids, alias Sally Blevin. Campo di forza proiettivo. Giovane Morlock fuggita dai tunnel sotterranei di New York City.
- Boom-Boom, alias Tabitha Smith. Creazione di sfere di plasma esplosivo. Giovane vagabonda capace di creare "bombe" a tempo in grado di esplodere con la sola forza del pensiero.

Raggiunto il n. 100, la testata cambiò nome in X-Force e vi si aggiunsero nuovi membri differenti per età, aspetto e motivazioni da tutti quelli precedenti:
- Cable, alias Nathan Summers. Telecinesi, telepatia, tecnopatia, teletrasporto. Soldato proveniente dal futuro, Cable è stato il nemico giurato di Apocalisse fino a quando non riuscì a trafiggerlo a morte. Sotto la sua guida, i Nuovi Mutanti divennero un gruppo mercenario del tutto distaccato dagli X-Men di Xavier.
- Domino, alias Neena Thurman. Creazione di un campo di fortuna, manipolatrice probabilistica. Mercenaria mutante, Domino è stata anche l'amante di Cable nella sua lunga carriera come membro di X-Force.
- Feral, alias Maria Callasantos. Aspetto felino, artigli. Deceduta. Mutante avente sia l'aspetto che il comportamento di un felino.
- Shatterstar, alias Gaveedra-Seven/Bejamin Russel. Forza, agilità, resistenza e velocità sovrumane. Spadaccino proveniente dal Mojoverso dal passato misterioso.
- Warpath, alias James Proudstar. Forza, agilità, resistenza e velocità sovrumane. Apache e fratello del primo Thunderbird, James militò nei Satiri di Emma Frost meditando vendetta contro Xavier e i suoi X-Men per aver fatto morire il fratello.

## Seconda serie

Disegni di Alex Ross

La seconda incarnazione dei Nuovi Mutanti fu ideata da Nunzio DeFilippis e Christina Weir (testi) più Keron Grant e Randy Green (disegni) e lanciata nel 2003. La serie narrava le avventure di un gruppo di adolescenti mutanti, residenti allo Xavier Institute, e dei loro tutor fra i quali numerosi membri della vecchia guardia come Moonstar, Karma, Wolfsbane e Magma. Nel 2004 la testata fu rinominata New X-Men: Academy X e focalizzata sulla divisione degli studenti in squadre di cui la principale, i Nuovi Mutanti, dovette spesso scontrarsi con la rivale composta dai Satiri guidati da Emma Frost. Dopo la decimazione dell'M-Day nel tardo 2005, i rimanenti studenti furono accorpati nell'unico junior team di mutanti, i New X-Men.

### Biografia del gruppo
La storia si apre con la giovane Sofia Mantega che sviluppa i propri poteri di manipolazione del vento. Dopo che il padre viene a conoscenza di ciò e preoccupato per i propri affari se si dovesse venire a sapere decide di nasconderla, ma Danielle Moonstar raggiungere la giovane proponendo all'uomo di farla entrare allo Xavier Institute. Nella scuola Sofia fa amicizia con Julian Keller e diventa compagna di stanza di Laurie Collins una ragazza che emana feromoni capaci di alterare gli stati d'animo della gente, ma a cui Sofia è immune. Mentre le due fanno amicizia, Danielle porta alla scuola anche Kevin Ford un ragazzo con il potere di distruggere qualsiasi materiale organico e che senza volerlo ha ucciso il proprio padre. Successivamente, con l'aiuto dell'amica Shan, Danielle salva il giovane David Alleyene dal gruppo razzista Purity e lo conduce al sicuro fra le mura della scuola. Per reclutare il successivo mutante, Danielle si fa accompagnare oltre che da Shan anche da Sofia, Laurie, David e Kevin ritrovandosi coinvolti in uno scontro con il fanatico anti-mutanti Donald Pierce. Josh Foley, il ragazzo di cui sono alla ricerca, si trova fra i loro nemici ma durante lo scontro scopre di avere capacità mutanti e respinto da amici e famiglia viene adottato da Danielle che lo porta con sé alla scuola. Dopo la missione Kevin abbandona la scuola perché turbato dal fatto di aver quasi ucciso Pierce. Giorni dopo, Julian trova una vagabonda all'ingresso della scuola e la caccia via nel momento in cui una Rahne Sinclair senza poteri fa il suo ritorno. Con lei, Josh e compagni trovano Noriko Ashida, la vagabonda colpevole di aver ferito e rapinato la cameriera del bar vicino alla scuola. La ragazza che non riesce a controllare i propri poteri, viene portata alla scuola dove Bestia la fornisce di un paio di guanti che la aiuteranno a controllarli. Tempo dopo, Josh bacia Rahne, ripristinandone i poteri, ma il primo istinto della ragazza-lupo è squartarlo. Josh rischia la vita, ma David riesce ad fargli usare i propri poteri di guarigione su sé stesso con l'effetto collaterale di far diventare la sua pelle d'oro. In seguito, Josh assieme a David, Laurie, Sofia e Noriko, unendo le loro forze riescono a sconfiggere l'evaso Donald Pierce e a rendere Danielle fiera di loro.

### Formazione

Disegni di Randy Green.

- Elixir, alias Josh Foley. Guaritore e manipolatore organico. Ha sviluppato una mutazione secondaria, autoguarendosi, che ha reso d'oro la sua pelle. Recentemente ha scoperto di poter utilizzare il suo potere anche in modo offensivo, tuttavia ciò comporta una variazione nella pigmentazione dell'epidermide, che da dorata diventa nera.
- Prodigy, alias David Alleyne. Depotenziato. Aveva il potere di assimilare le conoscenze (ma non i poteri) di chi lo circondava per il tempo che questi rimaneva nelle vicinanze. La sua mutazione è stata classificata come una sorta di telepatia passiva, alterata da un blocco mentale autoimposto che gli impedisce di mantenere le conoscenze acquisite.
- Icarus, alias Josh/Jay Guthrie. Deceduto. Possedeva ali e un fattore rigenerante. Non è chiaro se, come accade per Angelo, il suo fattore rigenerante ha sede nel sangue e può essere quindi trasmesso tramite trasfusione.
- Wallflower, alias Laurie Collins-Garrison. Deceduta. Emananava feromoni che alteravano l'umore.
- Wind Dancer, alias Sofia Mantega-Barrett. Depotenziata. Manipolatrice meteorologica. Il suo potere, molto più limitato di quello di Tempesta, le garantiva il pieno controllo sui venti. Riusciva ad impiegarlo per volare ed ascoltare rumori e voci portate dal vento.
- Surge, alias Noriko Ashida. Assorbe, manipola e riemette energia elettrostatica. Oltre a scariche elettriche, può impiegare l'energia accumulata anche per acquisire una supervelocità. L'energia assorbita influisce sul suo metabolismo e sulla sua psiche: quando è sovraccarica non riesce a controllare il proprio potere né a parlare e muoversi normalmente.

Dopo la decimazione a seguito di House of M, solo 27 dei 182 studenti che frequentavano l'istituto mantengono i propri poteri. Visti i pericoli che coloro che erano stati depotenziati potrebbero correre, Emma Frost decide di rimandarli a casa. I restanti vengono riuniti ed addestrati per diventare la nuova generazione di difensori del genere mutante: i New X-Men.

## Terza serie
Pubblicata a partire dal maggio 2009 dopo la chiusura di Young X-Men, la terza serie dei Nuovi Mutanti conta fra le sue file gli storici protagonisti creati anni addietro da Claremont. Affidata a Zeb Wells (testi) e Diogenes Neves (disegni) prende il via dagli eventi narrati in precedenza nella miniserie X-Infernus che segna il ritorno in scena di Magik. Dopo la decisione di Wells di lasciare la testa col n. 21 portando a conclusione l'arco narrativo riguardante Magik, la serie partecipa al crossover Age of X venendo sceneggiata provvisoriamente da Mike Carey per poi passare stabilmente nelle mani di Dan Abnett e Andy Lanning (testi) con Leandro Fernandez (disegni) a partire dal n. 25 (maggio 2011). Poco prima della chiusura con il n. 50 (ottobre 2012), la serie s'intreccia nel crossover Exiled con Journey Into Mistery venendo sceneggiata anche da Kieron Gillen che riprende in mano i personaggi da lui utilizzati anni addietro nel tie-in di Assedio.

### Biografia del gruppo
- Il ritorno di Legione (Return of Legion). Qui si assiste al ritorno di Legione, al ritorno dal Limbo di Magik fra gli X-Men per scongiurare una futura apocalisse, alla formazione di un gruppo di X-Men (tutti membri della prima formazione dei Nuovi Mutanti) sotto il comando di Cannoball, al rapimento di Karma all'interno della mente del malvagio e alla risoluzione del conflitto quando Danger viene incaricata di "riabilitare" Legione.
- Necrosha. Qui si assiste al ritorno in vita di Cypher per mano di Selene ed Eli Bard, all'invasione di Utopia da amici e nemici ormai deceduti, al ritorno sulla Terra di Warlock e dopo la sconfitta dei Satiri, l'esorcizzazione del virus T.O. dal corpo di Cypher e la guarigione di Magma dalla ferita mortale inflittagli da quest'ultimo, alla riformazione del vecchio gruppo dei Nuovi Mutanti.
- Secondo avvento (Second Coming). Qui si assiste al ritorno di Hope Summers e Cable dal futuro, alla messa in atto del piano per la distruzione dei mutanti ad opera di Bastion e del Consiglio Umano, alla morte di Nightcrawler, alla rivelazione pubblica di X-Force e delle sue passate missioni che suscitano incredulità e disgusto general, alla morte di Cable, alla rivelazione dei poteri di Hope ed alla distruzione di Bastion e delle sue truppe.
- La caduta (The Fall of the New Mutants & Rise of the New Mutants). Qui si assiste al rapimento di Pixie per mano del generale Ulysses e del suo plotone di soldati-demoni (alla sua squadra era stato affidato il compito di raccogliere informazioni sul Limbo subito dopo gli eventi di Inferno), alla spedizionee della squadra di Cannonball nel reame demoniaco dietro la guida di Magik, alla scoperta che gli 11 bambini mutanti utilizzati per aprire il portale per il Limbo anni addietro dopo essere stati affidati al governo hanno sviluppato i loro poteri e sono sotto il controllo di Ulysses, all'estrazione delle Pietre di Sangue da Pixie in modo da completare l'Eliotropo e invocare gli Antichi per sterminare gli abitati del reame, alla cattura e tortura della squadra di Cannonball, alla fuga di Magik, Karma e Pixie ad Utopia per dare l'allerta agli X-Men, all'invasione del mondo da parte degli Antichi dopo aver ucciso lo stesso Ulysses, all'omicidio dei "bambini di Inferno" ad opera di Cannonball per vendicare le torture subire, alla liberazione della vera personalità di Legione orchestrata da Magik, alla distruzione degli Antichi da parte di quest'ultimo, al recupero delle Pietre di Sangue contenute nell'Eliotropo e al risanamento delle anime di Pixie e Magik.
- Age of X. Qui si assiste ad un mondo in cui gli X-Men non sono mai esistiti ed in cui i personaggi che conosciamo vengono presentati in un ruolo completamente diverso, alla lenta morte dell'Homo Superior ad opera degli eserciti umani, al rifugio rappresentato dalla Fortezza X costruita da Magneto ed ai misteri che la circondano.
- Questioni irrisolte (Unfinished Business). Qui si assiste all'assunzione del ruolo di leader del gruppo da parte di Dani dopo la decisione di abbandonarlo presa da Cannonball e Karma, alla scoperta che Sugar Man tiene prigioniero Nate Grey collegato alla Macchina Omega facendogli aprire vari portali dimensionali per cercare quello che lo riporterà nell'Era di Apocalisse, alla decisione di Ciclope di affidare al gruppo tutte le questioni irrisolte che negli anni gli X-Men si sono lasciati alle spalle, al salvataggio di Nate i cui poteri sono stati quasi del tutto prosciugati lasciandogli solo una leggera telecinesi ed all'arresto di Sugar Man.
- Fear Itself. Qui si assiste all'invasione di Hel da parte dei Draumar (brutti sogni fatti dal Serpente e sepolti in Hel), alla richiesta d'aiuto di Hela a Dani, al suo viaggio fino all'inferno norreno dove ritorna ad essere una Valchiria in compagnia di un corvo come guida, alla missione di soccorso guidata da Magma, all'errore di Cypher nell'incantesimo di teletrasporto che trascina tutto il gruppo al cospetto di Mefisto, all'assenso di Magma ad avere un appuntamento con lui in cambio del trasporto fino a Hel, al ritorno in vita di Hela che dona alla squadra nuovi poteri ed alla sconfitta dei nemici grazie alla visione di eventi futuri estrapolati dalla mente di Nate (a causa della loro prigionia i Draumar non sono in grado di concepire di futuro che di conseguenza li terrorizza fino ad ucciderli)
- Regenesis. Qui si assiste alla decisione del gruppo di schierarsi con Ciclope, al loro trasferimento a San Francisco con lo scopo di integrarsi maggiormente nella vita di città, all'inizio della ricerca di Blink, alla scoperta che le sue apparizioni solo legate ai concerti della band Dis-khord e allo scatenarsi di disastri ambientali, al ritrovamento di un misterioso oggetto alieno nel bus dalla band da parte di Cypher, alla scoperta che è parte di una nave aliena andata distrutta mentre viaggiava fra le dimensioni capace di incamerare "sfortuna" per poi rilasciarla sotto forma di disastri naturali come segnali di soccorso, che tale oggetto aveva preso il controllo delle menti della band, allo scontro con la band ed all'intervento di Blink e Warlock che si teleportano nello spazio per lanciare l'oggetto quanto più lontano possibile dalla Terra.
- Ri-animato (Re: Ani-Mator). Qui si assiste al ritorno dopo anni sull'isola Paradiso dell squadra di Dani per aiutare Cypher a scacciare a superare le paure del luogo dove è stato ucciso e del suo assassino l'Ani-Matore, alla scoperta che l'isola è infestata da un virus da lui creato per permettergli di tornare in vita aggregando il materiale disponibile, all'accentuarsi dell'attrazione fra Nate e Dani, all'infezione di tutta la squadra, alla decisione di Warlock di mettere in quarantena l'isola, all'attacco degli Ani-Uomini che li costringono a rifugiarsi nel covo dell'Ani-Matore dove vengono presi di sorpresa da un essere che gli somiglia, alla fusione di Cypher e Warlock che iniettano nel suo corpo una loro copia miniaturizzata in grado di sfruttare i poteri del primo per riscrivere i geni del virus cancellando le modifiche apportate dal malvagio, alla guarigione della squadra, degli Ani-Uomini e dell'isola ed alla vittoria di Cypher sulle sue paure.
- Esiliati (Exiled). Qui si assiste al ritorno in scena delle Dísir intrappolate e torturate nell'inferno di Mefisto, alla scoperta che il vicino di casa dei ragazzi è l'eroe vichingo Sigfrido che una volta indossata l'armatura per difendersi da Dani scambiata per una Valchiria permette la fuga della malvagia sorellanza dall'inferno, al loro proposito di vendicarsi a spese del guerriero, all'arrivo di Loki, Thor, Hela, Sif e dei tre guerrieri in soccorso, all'incantesimo pronunciato da Sigfrido che cancella la memoria degli asgardiani che lo ascoltano facendo loro credere di essere mortali, ai tentativi dei ragazzi di far ricordare a Loki la sua identità così da formulare un contro-incantesimo che riporti tutto alla normalità, all'attacco della città da parte delle Dísir ormai in grado di cibarsi senza provare dolore, alla battaglia fra la sorellanza e la squadra di Dani che risveglia Hela la quale le permette di manifestare i poteri di Valchiria così da intrappolare le malvagie, al racconto di come le Dísir furono maledette nei tempi antichi da Bor dopo che le scoprì a letto con gli uomini di Sigfrido e di come questo sia codardamente fuggito, allo svolgimento del matrimonio fra l'eroe e la sorellanza per spezzare la maledizione, allo scontro fra Dani e Bor (richiamato dall'inferno per officiale la cerimonia) per permettere alle malvagie di essere libere oltre che dal suo controllo anche da quello del debosciato Sigfrido, alla fuga di Bor all'inferno per evitare di essere sbranato dalle Dísir, alla scoperta che le porte del palazzo della morte di Hela sono state chiuse da Loki che lo costringe a perdonarle ridandole l'aspetto di donne, alla decisione di porsi al servizio della dea della morte come sue Valchirie ed infine alla promessa a Sigfrido di venire a prenderlo quando scoccherà la sua ora per esigere la loro vendetta.
- Futuro (Fear the Future & Fight the Future). Qui si assiste all'avvertimento dei Difensori di una misteriosa minaccia che influenza e distorce lo spazio-tempo, alla scomparsa di Cannonball e Karma dalla JGS ed alla loro ricomparsa nel luogo del concerto dei Dis-khord più vecchi, al loro scontro con la squadra di Dani che riesce infine a portarli alla base facendosi raccontare di come nel futuro la Terra sia stata schiavizzata da virus T.O. di cui è costituito Warlock comandato dal Veroamico che è una versione adulta di Cypher deviata dall'oggetto alieno trovato nel bus dei Dis-khord, all'intrappolamento in una bolla temporale da cui Cypher riesce a liberare la squadra dopo averlo sconfitto, alla scoperta che la realtà in cui si trovano è stata alterata, all'omicidio di Karma compiuto da Faccia, al ritorno in vita dei Satiri come agenti del Veroamico (poiché morti sono incapaci di alterare il flusso spazio-tempo), alla fusione di Cypher con l'oggetto alieno evocato dal Dr. Strange ed al ritorno dei poteri di Valchiria di Dani che viene portata nel futuro dove uccide il Veroamico annullando l'esistenza di quella linea temporale ed al ripristino della realtà. Al party di fine missione Cypher ammette di non aver più paura del futuro, Dani e Sam decidono di rimanere amici, Amara tronca la relazione con Mefisto e tutto il gruppo fa festa.

### Formazione
| Numeri | Personaggi                                                                   |
| ------ | ---------------------------------------------------------------------------- |
| 1-4    | Cannonball, Magik, Magma, Sunspot                                            |
| 5-8    | Cannonball, Karma, Magik, Magma, Danielle Moonstar, Sunspot                  |
| 9-21   | Cannonball, Cypher, Karma, Magik, Magma, Danielle Moonstar, Sunspot, Warlock |
| 22-24  | crossover Age of X                                                           |
| 25-27  | Cypher, Magma, Danielle Moonstar, Sunspot, Warlock                           |
| 28-50  | Cypher, Magma, Danielle Moonstar, Sunspot, Warlock, X-Man                    |

## Altri media

### Cinema

I Nuovi Mutanti nell'omonimo film del 2020

Un film basato sui Nuovi Mutanti initiolato The New Mutants (2020) è stato distribuito il 28 agosto 2020, ed è stato l'ultimo film della serie cinematografica degli X-Men, prima dell'acquisizione della 20th Century Fox da parte della Disney. Diretto da Josh Boone, con una sceneggiatura scritta dallo stesso Boone insieme a Knate Gwaltney, il film vede nel cast Maisie Williams nel ruolo di Rahne Sinclair / Wolfsbane, Anya Taylor-Joy in quello di Illyana Rasputin / Magik, Charlie Heaton nei panni di Sam Guthrie / Cannonball, Blu Hunt nel ruolo di Dani Moonstar / Mirage e Henry Zaga in quello di Bobby da Costa / Sunspot.